# Zgodovina Teološke fakultete v Ljubljani
Zgodovina Teološke fakultete (TEOF) Univerze v Ljubljani (UL) obravnava zgodovino celotno fakultete, s poudarkom na ljubljanski enoti. Za zgodovino mariborske enote glej Zgodovina Teološke fakultetne enote v Mariboru.
Zgodovino TEOF se lahko razdeli na več obdobij:
- 1919 - 1952: od ustanovitve UL do izključitve iz univerze;
- 1952 - 1991: zasebna cerkvena ustanova in
- 1992 - danes: ponovno v sklopu UL.

## Predhodniki fakultete
Za prvo popolno teološko šolo na področju današnje Slovenije velja Jezuitski kolegij v Ljubljani, ki je bil ustanovljen leta 1597. Kolegij pa je šele leta 1704, pod vplivom Akademije operozov, vpeljal tri-in-polletni študij teologije; vseeno pa kolegij ni imel pravice podeljevati akademskih nazivov. Z ukinitvijo jezuitskega reda leta 1773 je bil razpuščen kolegij in slovenski duhovniški kandidati so pričeli študirati na semeniščih.
Naslednji mejnik pa so postavili Francozi v času Ilirskih provinc, ko so leta 1810 uvedli Centralne šole, pri čemer je eno od fakultet (oz. tečajev/le cours) predstavljala tudi štiriletna teološka šola. Centralne šole so imele status prave univerze, saj so lahko podeljevale akademske nazive. Naslednje leto so Centralne šole preimenovali v Akademijo; slednja pa je obstajala do leta 1814, do konca Ilirskih provinc. Po ponovni priključitvi k Avstriji in ukinitvi Akademije je lahko dalje potekal le teološki študij, saj so ga izvajali po predpisih, katere je uvedla Avstrija pred Napoleonovimi vojnami. Poznejši Cesarsko-kraljevi licej v Ljubljani je poleg teologije omogočil še študij filozofije (oz. splošni humanistični uvod v nadaljnji študij) in medicine-kirurgije.
Leta 1851 je škof Anton Alojzij Wolf prenesel teološko šolo na ljubljansko škofijo oz. na ljubljansko semenišče.

## Ustanovitev univerze
Po razpadu Avstro-Ogrske je bila v Ljubljani ustanovljena Vseučiliška komisija, ki je prevzela aktivnosti za ustanovitev Univerze v Ljubljani. V komisiji so sodelovali tudi teologi: Janez Zore (cerkveni zgodovinar in podpredsednik komisije), Aleš Ušeničnik (filozof, dogmatik in član), France Ušeničnik (teolog, katehetik, pedagog in član) in Janez Janežič (biblicist in član); Janežiča je kmalu po ustanovitvi komisije zamenjal Josip Srebrnič (cerkveni zgodovinar). Komisija je na peti seji 14. januarja 1919 podala predlog, da ljubljansko bogoslovje takoj dobi status fakulteteOd vseh ustanovnih članic UL je TEOF imela najbolj postavljen študijski sistem, saj se je bogoslovno učilišče le preoblikovalo v novo fakulteto.
Tako je bil 1. septembra 1919 v Uradnem listu deželne vlade za Slovenijo objavljen Zakon o ustanovitvi Univerze Kraljevine Srbov, Hrvatov in Slovencev v Ljubljani, pri čemer je bila TEOF navedena kot prva ustanovna članica.

## 1919 - 1952
Sprva je študij še potekal v prostorih Semeniške palače, a se je fakulteta v teku prvega študijskega leta 1919/20 preselila v Alojzijevišče, ki ga je univerza najela od ljubljanske škofije za potrebe fakultete. V Semeniški palači pa je vse do leta 1927-28 ostal dekanat fakultete, ki pa se je takrat preselil v Kranjski deželni dvorec, kjer je bil nastanjen rektorat univerze.
V študijskemu letu 1929/30 se je pojavila prva resna grožnja fakulteti in sicer v Beogradu so nameravali sprejeti novi zakon o univerzah, s katerim bi za celotno Jugoslavijo obstajala le ena katoliška teološka fakulteta (v Zagrebu). Po posredovanju kralja Aleksandra je bil predlog zakona preklican. Že kmalu pa so v Beogradu hoteli ukiniti celotno ljubljansko univerzo, pri čemer bi ohranili le Filozofsko fakulteto v Ljubljani in montanistični oddelek Tehniške fakultete v Ljubljani; s pomočjo bivšega ministra Antona Korošca so zavrnili tudi ta predlog. Prvotno je na fakulteti potekal petletni študij, nato pa so v študijskemu letu 1939/40 uvedli še šesti letnik.
Ob izbruhu aprilske vojne leta 1941 je bil študij začasno prekinjen, ki pa se je ponovno nadaljeval 12. maja 1941. Povečalo se je število študentov, saj so se v Ljubljano preselili bogoslovci iz Visoke bogoslovne šole v Mariboru in nekateri duhovniški kandidati iz redov. Na zahtevo Italijanov je bil na fakulteti uveden neobvezen študij italijanščine. Neposredno po italijanski kapitulaciji in nemški zasedbi Ljubljane septembra 1943 so vsi predavatelji in študentje morali obiskovati tečaj nemščine, nato pa je bil 2. decembra 1943 izdan ukaz o prepovedi predavanj; slednjega je izdal šef pokrajinske uprave Leon Rupnik. Večino Alojzijevišča je zasedla nemška vojska. Bogoslovci so ilegalno nadaljevali študij v prostorih ljubljanskega semenišča. Ob koncu druge svetovne vojne so iz Slovenije v tujino (Avstrijo, Italijo in nato v Argentino) odšli skoraj vsi bogoslovci in del predavateljev, ki so sestavljali Teološko fakulteto v izseljenstvu.
Po drugi svetovni vojni se je študij na teološki fakulteti pričelo v zimskem semestru študijskega leta 1945/46, pri čemer je bilo vpisanih le 11 študentov. Spomladi leta 1950 se je dekanat izselil iz prostorov rektorata v Alojzijevišče, kjer se nahaja še danes. V sklopu z zakonodajo so na fakulteti uvedli obvezni pouk ruščine, predvojaško izobraževanje in predavanja s področja marksizma in leninizma; nova obvezna predavanja so izvedli v sodelovanju s Filozofsko in Pravno fakulteti v Ljubljani. Ker po vojni ni  bila oživljena mariborska visoka teološka šola, so nekateri mariborski predavatelji pričeli predavati v Ljubljani. Na začetku novega študijskega leta je bila fakulteto na voljo le profesorsko sobo in knjižnico, a je kljub temu do konca zimskega semestra naraslo število študentov na 52. Zaradi težav s pridobivanjem kuriva v naslednjih letih niso organizirali predavanj oz. izpitov v zimskih mesecih.

## 1952 - 1991
Po vojni so leta 1945 predavatelji TEOF predstavljali polovico od 12 predavateljev, ki jim je bilo prepovedano opravljati poklic, hkrati pa so njihova dela prišla na seznam prepovedanih del. Prav tako je bila po vojni omejena publicistična dejavnost, zaradi česar je prenehal izhajati Bogoslovni vestnik. Zvezna vlada je novembra 1946 predlagala izločitev teoloških fakultet iz sestav univerz; na podlagi tega je slovenski minister za prosveto Ferdo Kozak že 15. novembra 1946 izdal odločbo o izključitvi TEOF iz univerze, upokojitvi njenih profesorjev (če izpolnjujejo pogoje), primerno osebje zaposliti na univerzi in druge odpustiti. A odlok ni bil izveden. Kljub nasprotovanju oblasti do fakultete pa je število študentov na TEOF nenehno rastlo in se končno ustalilo na več kot 100 vpisanih študentov na generacijo. Posledično so partijski organi spremljali in poskušali omejiti vpis na fakulteto; tako se je v študijskemu letu 1950/51 vpisan na TEOF tudi kandidat KPJ.
21. oktobra 1949 je pričel vejati zakon o ureditvi visokega šolstva v Sloveniji, s čimer je bila UL razdeljena na humanistično-družbeno UL, Tehniško visoko šolo in Medicinsko visoko šolo; istočasno pa so TEOF, Agronomska in Gozdarska fakulteta postali samostojne fakultete ter tako izločene iz univerze oz. visokošolskih združenj. Samostojne fakultete so ostale državne ustanove, bile financirane neposredno iz državnega proračuna, pri čemer so predavatelji in študenti ohranili vse pravice kot ostali študenti. 23. marca 1950 se je tako konstituiral fakultetni svet samostojne TEOF in dekanat se je preselil iz rektorata v Alojzijevišče.
4. marca 1952 pa je Svet za prosveto in kulturo TEOF poslal dopis z naslednjo vsebino: Z ozirom na ustanovno odločbo o ločitvi cerkve od države Vam sporočamo, da z 31. junijem t.l teološka fakulteta preneha biti državna ustanova in da s tem dnem prenehajo vse proračunske in druge obveznosti našega Sveta do Vaše fakultete. Posledično študentje TEOF niso imeli istih pravic (odlog služenja vojaškega roka, popusti javnega prevoza, socialno varstvo,...). TEOF je tako postala cerkvena bogoslovna visoka šola oz. cerkveni zavod za gojitev bogoslovne znanosti, za izobrazbo in vzgojo duhovniškega naraščaja. TEOF je tako prvič v zgodovini izgubila pravico podeljevati diplomskih listin javne veljave; diplome (magisteriji in doktorati) TEOF tako niso bile priznane na področju Jugoslavije (razen znotraj cerkve), pri čemer pa so bile priznane izven Jugoslavije. Oblast pa je vseeno obdržala vpliv na fakulteto, oz. ga je imela še večjega kot nad državnimi ustanovami: tako je država lahko zavrnila izvolitev oz. imenovanje dekana in prodekana kot tudi imenovanje profesorjev. Študentje, ki so se hoteli vpisati na TEOF, niso smeli biti obsojeni zaradi kaznivega dejananja ali zaradi prekrškov politične narave; prav tako pa jih je morala potrdili komisija, sestavljena iz članov fakultetnega sveta in Verske komisije. Država pa je lahko tudi posegla oz. spremenila predmetnik oz. učno literaturo. Država pa je fakulteti še vedno namenila isto vsoto denarja, ki pa se kljub poznejšim inflacijam ni povečala in je ostala na isti ravni, s čimer je dobila občutno manj denarja kot državne fakultete.
Anton Vovk, novoustoličeni ljubljanski škof, je z ustoličenjem 20. decembra 1959 postal prvi veliki kancler Teološke fakultete v Ljubljani in 20. septembra 1960 je postal prvi prejemnik častnega doktorata TEOF. Leta 1965 je ponovno pričel izhajati Bogoslovni vestnik.
Zaradi naraščanja študentov v 60. letih 20. stoletja je Alojzijevišče postalo premajhno, tako da so v letih 1971-73 zgradili prizidek z zgradbi po načrtih arhitekta Jožeta Kregarja, hkrati pa so popravili oz. obnovili staro Alojzijevišče. Prizidek je bil končan jeseni leta 1972, predavanja v njem so se pričela že 10. oktobra istega leta, pri čemer pa je bil blagoslovljen in slovestno odprt šele 29. januarja 1973.
Leta 1963 se je pričelo sodelovanje s beograjsko pravoslavno in zagrebško teološko fakulteto, leta 1980 s Univerzo v Regensburgu, leta 1989 s Filozofsko fakulteto v Ljubljani in leta 1990 še s graško teološko fakulteto.

## 1991 - danes
22. maja 1991 je predsednik Skupščine RS France Bučar podpisal Zakon o spremembah in dopolnitvah zakona o pravnem položaju verskih skupnosti v SRS, s čimer so diplome TEOF ponovno postale javne listine. S tem je TEOF ponovno postala državno priznana fakulteta in istega leta se je TEOF registrirala kot zavod. 18. novembra 1992 pa je bila ponovno sprejeta v Univerzo v Ljubljani.
V študijskemu letu 2009/10 je bil na TEOF uveden bolonjski študij, hkrati pa je bil ukinjen visokošolski študij.